# Carl Zedelius
Christian Carl Philipp Wilhelm Zedelius (né le 17 mars 1800 à Neuenburg et mort le 2 septembre 1878 à Eversten) est un homme politique oldenbourgeois.

## Biographie

### Éducation
Carl Zedelius est le fils du bailli et conseiller en chef de l'appel Friedrich Wilhelm Zedelius et de sa femme Wilhelmine Henriette von Prott, qui ont tous deux vécu à Ovelgönne. Il a grandi à Oldenbourg, où il étudie à l'ancien lycée (de). Il étudie ensuite le droit à l'Université de Göttingen, où il est membre du Corps Bremensia Göttingen. Après sa formation juridique et son examen d'entrée en droit, il entre dans la fonction publique du grand-duché d'Oldenbourg en 1824. Au départ, il travaille comme auditeur officiel à Elsfleth et comme secrétaire du tribunal de district à Ovelgönne. Après le deuxième examen d'État en 1827, il est nommé secrétaire de chambre en 1828 et enfin secrétaire du gouvernement à Oldenbourg en 1830. L'année suivante, il est transféré au cabinet du cabinet, où il est principalement responsable de la rédaction juridique du projet de constitution dans lequel le grand-duc Auguste est impliqué avec son ministre d'État Günther von Berg (de) au lendemain de la révolution de juillet 1830. En 1836, Zedelius est promu conseiller de la cour et, de 1837 à 1844, appartient également au consistoire de l'Église protestante luthérienne d'Oldenbourg. En 1847, il est nommé stagiaire au cabinet secret.

### En tant que parlementaire
Zedelius est déjà convaincu pendant la période d'avant mars que le petit État d'Oldenbourg, qui est auparavant gouverné par l'absolutisme, doit être modernisé par des réformes préventives. En 1842, il rejoint l'association littéraire et sociable d'Oldenbourg et est considéré comme un représentant du libéralisme modéré typique d'Oldenbourg. Après le déclenchement de la révolution de 1848, il essaye de servir de médiateur entre le gouvernement conservateur, le grand-duc et la population d'Oldenbourg. Il est l'auteur de la proclamation de 7 mars 1848, qui contient l'engagement décisif du grand-duc à une constitution pour le grand-duché et provoque ainsi un déroulement pacifique du mouvement de mars à Oldenbourg. En avril 1848, il est nommé commissaire du gouvernement à l'assemblée du 34, le pré-parlement d'Oldenbourg. Ici, il acquit sa première expérience au sein d'organes parlementaires inconnus. En mai, en tant que confident du grand-duc, il participe aux tentatives infructueuses de former un nouveau gouvernement. Lorsque le premier gouvernement constitutionnel s'est finalement réuni à l'été 1848 sous la direction du libéral modéré Johann Heinrich Jakob Schloifer (de), Zedelius reprend en tant que conseiller ministériel (et ministre de facto) les départements de l'intérieur et des finances au sein du ministère d'État, particulièrement importants pendant cette phase de restructuration. En raison des conflits sur le rapprochement souhaité de la politique étrangère avec la Prusse, le gouvernement démissionne à nouveau le 11 décembre 1849.
Par la suite, Zedelius est resté actif sur le plan politique et participe activement à la vie politique du pays au cours des années suivantes. Il se déclare favorable à la déclaration du post-parlement de Gotha du 28 juin 1849, qui se prononce en faveur de la petite unification allemande de l'Allemagne sous la direction de la Prusse et en janvier 1850, il devient membre de l'assemblée du peuple du Parlement de l'Union d'Erfurt avec Maximilian Heinrich Rüder et Wilhelm Selkmann (de). Il appartient à la faction libérale de droite du «Parti constitutionnel», qui forme la gauche du parlement en raison du manque de députés libéraux et démocratiques de gauche.
De 1850 à 1860, il est membre du parlement oldenbourgeois (de), de 1851 à 1856 en tant que président. Au cours de ce mandat, Zedelius met en place une commission de réorganisation de l'organisation des autorités et une commission de réorganisation de la constitution municipale au grand-duché en 1851. Le nouvel ordre pour la constitution municipale est entré en vigueur en 1856 et renforce considérablement l'autonomie des municipalités. En outre, Zedelius dirige également le collège militaire d'Oldenbourg à partir de 1851.

### Fin de carrière
Le 17 janvier 1853, Zedelius est nommé président du district de la Principauté de Lübeck, une enclave d'Oldenbourg en Holstein, à Eutin. Après seulement trois ans, cependant, il démissionne de ce poste pour succéder au défunt ministre des Finances, August Christian Ferdinand Krell (de), dans le gouvernement d'Oldenbourg sous la direction du ministre d'État Peter Friedrich Ludwig von Rössing (de). Le 6 février 1872, il démissionne de son poste, qu'il a maintenant occupé dans le gouvernement dirigé par Karl Heinrich Ernst von Berg (de), pour des raisons d'âge et prend sa retraite. Son beau-frère, Friedrich Andreas Ruhstrat (de), lui succède au poste de ministre des Finances.

## Famille
Zedelius se marie le 26 septembre 1837 avec Emma Wilhelmine Christine Johanne née Ruhstrat (1820-1902), fille du conseiller privé Ernst August Ruhstrat (1787-1852) et sœur de l'ancien ministre-président Friedrich Andreas Ruhstrat (de) (1818-1896). Son fils August (1840-1904) devient plus tard conseiller secret.

## Récompenses
- Obtenu le titre d' Excellence, 1860
- Ordre du Mérite du duc Pierre-Frédéric-Louis

* Petite croix, 1850
* Petite croix capitulaire, 1852
* Commandeur capitulaire, 1858

## Mémoire
Sur l'île de Wangerooge en Frise orientale, l'une des rues principales, Zedeliusstraße, est nommée d'après lui.